# Samuel Rahm
Samuel Rahm (* 15. Mai 1811 in Willich, Arrondissement de Crévelt; † 1864 ebenda) war ein deutscher Porträt-, Genre- und Historienmaler der Düsseldorfer Schule.

## Leben
Rahm besuchte die Kunstakademie Düsseldorf von 1829 bis 1839. Dort war Theodor Hildebrandt sein Lehrer.
1837 trat er durch Zwei singende Chorknaben in Erscheinung, 1839 durch einen Katholischen Gottesdienst. Letzterer befindet sich in der Sammlung der Berliner Nationalgalerie.